# Valley megye (Nebraska)
Valley megye az Amerikai Egyesült Államokban, azon belül Nebraska államban található. Megyeszékhelye és legnagyobb városa Ord. Lakosainak száma 4059 fő (2020. április 1.). Valley megye Garfield, Custer, Sherman, Greeley és Wheeler megyékkel határos.

## Népesség
A megye népességének változása:
| Lakosok száma | 4259 | 4247 | 4225 | 4193 | 4154 | 4059 |
|               | 2010 | 2011 | 2012 | 2013 | 2015 | 2020 |